# DEUS EX MACHINA (マジカル・パンチラインのシングル)
『DEUS EX MACHINA』（デウス・エクス・マキナ）は、日本の女性アイドルグループ「マジカル・パンチライン」2枚目のシングル。
2017年12月20日にポニーキャニオンからリリース。業界初の、人工知能（AI-CD β）による映像を基に生み出された全4曲収録（クアトロA面シングル）。

## 背景・制作
前作「パレードは続く」から、4ヶ月半後にリリースした2ndシングル。これまで魔法やファンタジーをテーマに掲げてきた過去作品とは対極した、科学技術をコンセプトとする異色の野心作となっている。
人工知能プロジェクト
本作は、広告代理店 マッキャン・ワールドグループのプロジェクト「マッキャン ミレニアルズ」との共同企画で造られた。同社が所有するTVCM制作用・人工知能「AI-CD β」が導き出した、クリエイティブディレクションを元に映像を作り、その素材からクリエイター陣各々のインスピレーションで楽曲を生み出した、通常とは逆の映像先行型として制作。このような試みは業界初と公表している。
上記のコンセプトから表題は「DEUS EX MACHINA（機械仕掛けの神）」と名付けられ、全4曲A面シングル（クアトロA面シングル）としている。プロジェクトを指揮したのは、A&Rディレクター・島村譲 (ポニーキャニオン)。楽曲制作はTom-H@ck率いるプロダクション『TaWaRa』所属のクリエイターや、田村歩美（たむらぱん）らが提供した。
リーダー 佐藤麗奈らメンバー達は、「業界で色々とやり尽くしている中、まだ誰もやった事がない試みに自分達がチャレンジさせて貰った。身の引き締まる思いがある」と謝意を語った。

## リリース
通常盤・初回限定盤の2形態でリリース。初回限定盤にはDVDが付属。全盤の初回生産分に、公式サイトの企画でポイント使用できる「経験値シリアルコード」が封入。
特典企画
- ネットストア「MUVUS」のみで、メンバー直筆サイン入り生写真（各メンバー別）付属の『初回限定盤』を期間限定で予約販売。
- 協力店舗でのみ先着購入者に「オフショット生写真」（各店舗別5種のうち1枚）を進呈。

## プロモーション
配信番組
- ぽにきゃん!アイドル倶楽部 (2017年11月13日/27日・12月11日、ニコニコ生放送)
- オーイシ×加藤の「ニコ生☆音楽王」(2017年12月20日、ニコニコ生放送)
- TOKYO IDOL CHANNEL「TOKYO IDOL 忘年会! /〜二次会〜」(2017年12月29日、ニコニコチャンネル)

ラジオ番組
- 60TRY部 (2017年12月26日、ラジオ日本)
- Tresen Friday (2017年12月29日、FM横浜)
- ミュ〜コミ+プラス (2018年1月3日、ニッポン放送)[11]

その他
- 全国ファミリーマートの店内放送『ファミよし“笑顔の宅急便”』にて、楽曲「私が私を燃やす理由」を期間中オンエア (2018年1月9日 - 22日)

サイン会
対象販売サイトで予約購入した『初回限定盤』特典の生写真に、直筆サインの模様を公開する生配信企画を実施。
- 千里眼サイン会 (2017年11月23日・12月17日、LINE LIVE)

## アートワーク / ミュージック・ビデオ
アートワーク
本作の衣装は黒のセーラー服をモチーフとし、メンバーそれぞれのイメージカラーで配色されている。過去の作品と同様にグループのデザインプロデュースも務めるリーダー 佐藤麗奈が衣装デザインに携わり、こちらも人工知能『AI-CD β』が弾き出したコンセプトに基づいて製作された。
ミュージック・ビデオ
収録4曲全てのミュージック・ビデオが存在する。前述の説明にある通り、人工知能「AI-CD β」が導き制作した唯一の映像に拠るため、各ミュージック・ビデオも共通している。人工知能に指示したコンセプトは『モチーフは (狩猟本能) (学園)、(擬物化) を使用、(アンニュイ) なトーン、(ドキッとする) 映像』と説明。

## ライブ・パフォーマンス
発売を記念したインストアイベント・ミニライブを以下の日時・場所で実施し、収録曲を披露。
「DEUS EX MACHINA」 発売記念ミニライブ （2017年）
- 12月2日 タワーレコード錦糸町店
- 12月3日 アーバンドック ららぽーと豊洲
- 12月10日 大阪もりのみやキューズモールBASE
- 12月16日 ららぽーと立川立飛
- 12月19日 東京ドームシティ・ラクーア
- 12月20日 池袋ニコニコ本社
- 12月21日 タワーレコード新宿店
- 12月22日 TSUTAYA池袋 AKビル店
- 12月23日 エアポートウォーク名古屋
- 12月24日 渋谷マルイ

客演・ライブイベント
収録曲はワンマンライブを始め、以下各地イベントなどでライブ披露した。
- マジカル・パンチライン 2ndワンマンライブ「DANCE DANCE ROMANCE: PART I」(2017年12月9日、Shibuya O-WEST)[14]
- すきすき大好き、やっぱ好き。Vol.1 (2017年12月13日、白金高輪SELENE b2)
- マジカル・パンチライン クリスマス目前特別公演〜サンタさんもトナカイさんもみんな集まってー!!〜 (2017年12月17日、AKIBAカルチャーズ劇場)
- Kawaiian TV3周年 マジカルテレビ特別編 ライブ＆Xmasはあんちゃん生誕祭SP (2017年12月25日、ヨシモト∞ホール)
- ASCIIアイドル倶楽部定期公演 vol.8 (2017年12月25日、AKIBAカルチャーズ劇場)[15]
- アイドル横丁大忘年会!!〜2017円SP!!〜 (2017年12月30日、Zepp Tokyo)
- TOKYO IDOL PROJECT × @JAMニューイヤープレミアムパーティー2018 (2018年1月2日、Zepp DiverCity)
- IDOL CONTENT EXPO (2018年1月11日、Shibuya O-EAST)
- POMBASHI WHEEL2018 (2018年1月13日、味園UNIVERSE / 心斎橋FanJtwice)

## メディアでの使用
楽曲「私が私を燃やす理由」は以下のメディアで使用された。
- 千葉テレビ『真夜中ゲームアイドル部』2018年1月度オープニング&エンディングテーマ
- テレビ埼玉『いろはに千鳥』2018年1月度エンディングテーマ
- サンテレビ『アキナ・和牛･アインシュタインのバツウケテイナー』2018年1月度エンディングテーマ

## シングル収録トラック
| #         | タイトル                 | 作詞      | 作曲                 | 編曲      | 時間  |
| --------- | ------------------------ | --------- | -------------------- | --------- | ----- |
| 1.        | 「私が私を燃やす理由」   | hotaru    | KanadeYUK (安田悠基) | KanadeYUK | 3:38  |
| 2.        | 「手のひらがえし」       | 田村歩美  | 池住祥平             | 池住祥平  | 3:34  |
| 3.        | 「終わらざりしミスリル」 | 優佳      | maegami              | maegami   | 3:32  |
| 4.        | 「リインカーネーション」 | Heptag    | Heptag               | Heptag    | 3:39  |
| 合計時間: | 合計時間:                | 合計時間: | 合計時間:            | 合計時間: | 14:24 |

| #  | タイトル                                | 作詞 | 作曲・編曲 |
| -- | --------------------------------------- | ---- | ---------- |
| 1. | 「私が私を燃やす理由」(-Music Video-)   |      |            |
| 2. | 「手のひらがえし」(-Music Video-)       |      |            |
| 3. | 「終わらざりしミスリル」(-Music Video-) |      |            |
| 4. | 「リインカーネーション」(-Music Video-) |      |            |